# Мост Моисея
«Мост Моисе́я» (нидерл. Mozesbrug) — пешеходный мост, сооружённый в 2011 году в Нидерландах близ деревни Хальстерен (провинция Северный Брабант).

## История
В начале XVII века на западной границе провинции Северный Брабант началось строительство серии укреплений для защиты от нападений со стороны Франции и Испании. Самым большим из этих укреплений стал Форт-де-Рувер, со всех сторон окружённый водными преградами. Уровень затопления рвов подбирался таким, чтобы глубина была достаточно большой для людей, но недостаточной для движения кораблей.
В XXI веке началась реконструкция Форт-де-Рувер. Архитекторам было поручено создать мост, который впишется в ландшафт, не нарушая оборонительного значения сооружения. Архитекторы решили задачу, погрузив мост в воду. Над водой виднеется лишь верхняя часть перил. Мост спроектирован архитектурным бюро «Ro&Ad Architects». Он построен из модифицированной древесины, срок службы которой оценивается в 50 лет. Стоимость проекта составляет 250 тысяч евро. Для предотвращения затопления моста с обеих сторон рва сооружены защитные дамбы. При необходимости прибывающая вода может откачиваться электронасосами. Длина моста составляет 50 метров, но из них лишь 20 находятся в воде.
В 2011 году Союз архитекторов Нидерландов назвал мост «Лучшим строением 2011 года». В том же году мост стал финалистом премии «Dutch Design Awards 2011».